# Kalen
Pour les articles ayant des titres homophones, voir Kaleń et Kallen.
Kalen (en macédonien Кален) est un village du sud de la Macédoine du Nord, situé dans la municipalité de Prilep. Le village comptait 19 habitants en 2002.

## Démographie
Lors du recensement de 2002, le village comptait :
- Macédoniens : 19